# Zamek w Caernarfon
Zamek w Caernarfon (ang. Caernarfon Castle, hist. Caernarvon Castle; wal. Castell Caernarfon) – średniowieczna warownia w księstwie Gwynedd, w północno-zachodniej Walii (Wielka Brytania).
Pierwotną rezydencję typu motte zastąpiono w XIII wieku wielkim gotyckim zamkiem, który dziś tworzy południową część obwarowań historycznej części miasta Caernarfon, położonego między rzeką Seiont i cieśniną Menai Strait u ujścia do Morza Irlandzkiego.
Obiekt należy do zespołu zamków i obwarowań miejskich w Gwynedd, które w 1986 roku zostały wpisane na listę światowego dziedzictwa UNESCO.

## Dzieje
Najstarszy zamek został zbudowany u schyłku XI wieku. Na miejscu dawnego obiektu w 1283 roku król Anglii Edward I polecił wznieść nowy, obecny zamek, który wraz z miastem miał stanowić strategiczny punkt obronny Anglii. Geneza zamku i miasta ma związek z Segontium, dawnym rzymskim obozem typu castra Romana. Od strony architektonicznej, system obwarowań, których część tworzy zamek, jest kopią ideową murów konstantynopolitańskich.
Równocześnie wraz z zamkiem zbudowano pierścień murów obronnych otaczających miasto Caernarfon. Całkowity koszt prac budowlanych oscylował wokół 20,000–25,000 funtów. Budowę obwarowań ukończono w 1330 r. Pomimo dobrego stanu zachowania elewacji zewnętrznych zamku, część obiektów znajdujących się wewnątrz jest zrujnowanych, niektóre z nich nigdy nie zostały kompletnie wybudowane, co poświadczają zarysy fundamentów. Miasto i zamek zostały zdobyte i splądrowane w 1294 przez Madoga ap Llywelyn, dowodzącego buntem Walijczyków przeciwko Anglikom, którzy w następnym roku odzyskali Caernarfon. Podczas powstania Owena Glendowera (Glyndŵra) w 1400–1415, zamek był bezskutecznie oblegany. Po 1485 znaczenie miasta i zamku zmalało. W okresie Tudorów zlikwidowano wiele posiadłości rycerskich w Walii, zamek został opuszczony i popadał w ruinę.
Podczas angielskiej wojny domowej podniszczony zamek po raz ostatni w historii pełnił funkcję twierdzy. Stał się punktem oporu Rojalistów przeciwko Parlamentarzystom, którzy trzykrotnie oblegali Caernarfon. Zamek popadał w dalszą ruinę do XIX wieku. Wzrost świadomości historycznej w okresie romantyzmu sprzyjał zrealizowanemu planowi gruntownej restauracji zamku z funduszy państwowych. W 1911 roku zamek przekazano książętom walijskim. Wraz z zamkami w Conwy, Harlech i Beaumaris w 1986 roku zamek i mury miejskie w Caernarfon zostały wpisane na listę światowego dziedzictwa UNESCO. Zamki i obwarowania miejskie w Gwynedd są cennym przykładem średniowiecznej architektury zamkowej doby edwardiańskiej.

## Architektura

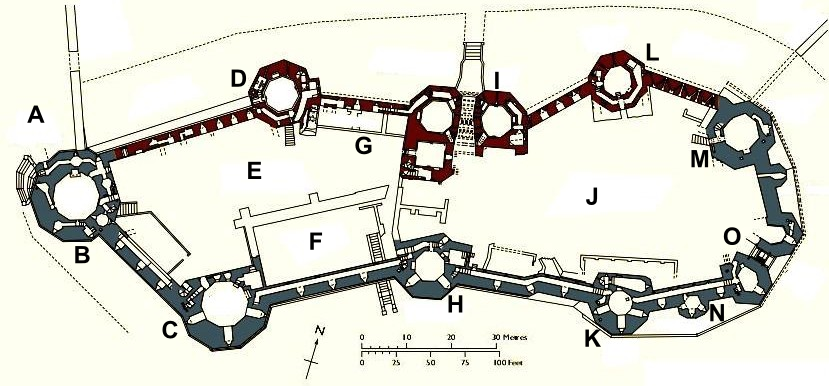
Plan zamku w Caernarfon: A – Site of Water Gate; B – Wieża Orla (Eagle Tower); C – Wieża Królowej (Queen’s Tower); D – Wieża Studzienna (Well Tower); E – Zamek Niższy (Lower Ward); F – Wielka Sala; G – Kuchnie; H – Wieża Szambelana (Chamberlain Tower); I – Wrota Króla (King’s Gate); J – Zamek Wyższy (Upper Ward); K – Czarna Wieża (Black Tower); L – Wieża Spichrzowa (Granary Tower); M – Wieża Północno-Wschodnia (North-East Tower); N – Wieża Cysterniana (Cistern Tower); O – Wrota Królowej (Queen’s Gate). W kolorze granatowym zabudowania z lat 1283–92, w bordowym z lat 1295–1323

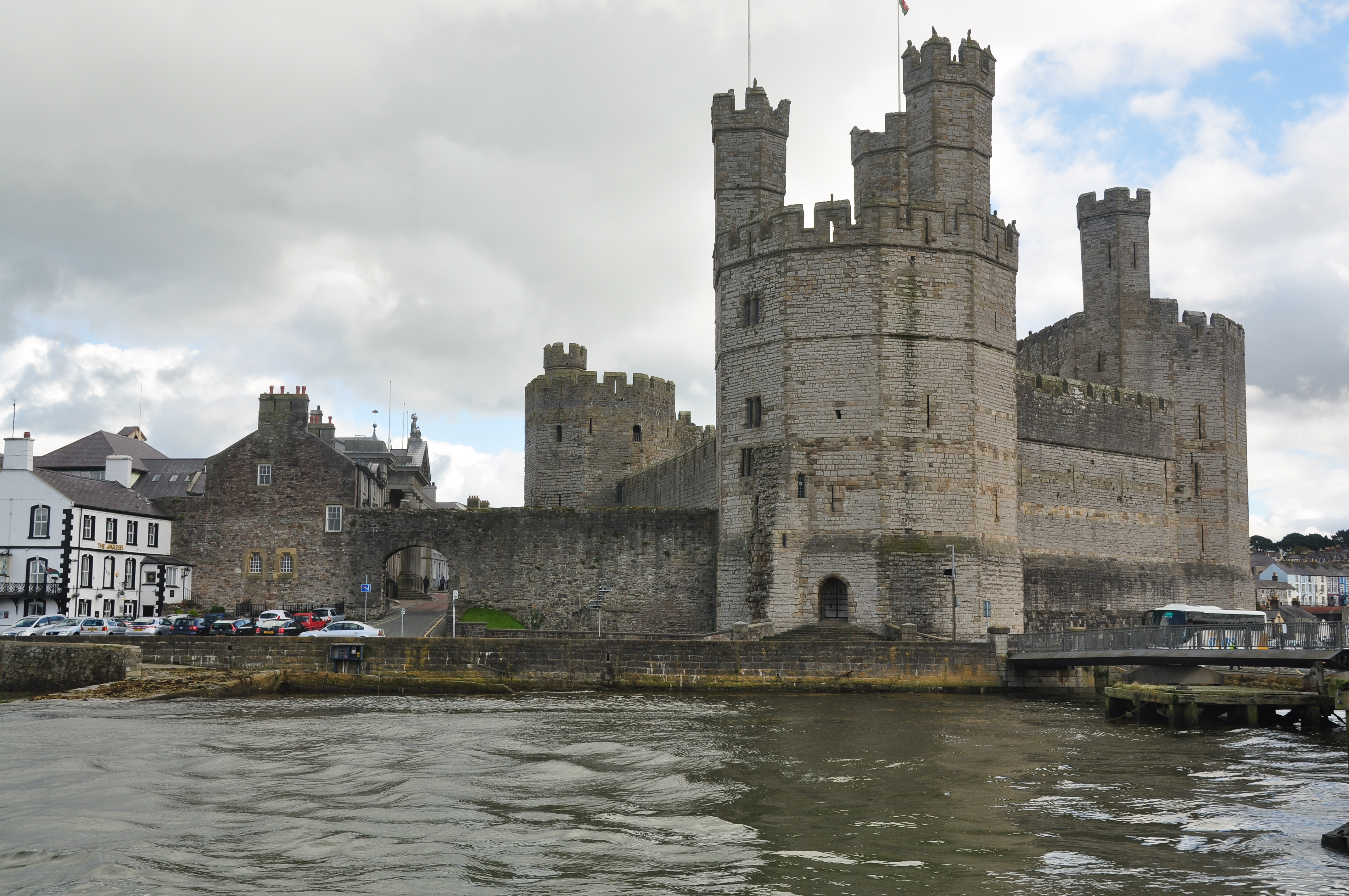
Widok zamku od strony zachodniej

Koncepcja zbudowania zamku w Caernarfon była elementem polityki Edwarda I, który pragnął umocnić swoje wpływy w Walii. Było to szczególnie dotkliwe dla Walijczyków, ponieważ Caernarfon stał się centrum rządów angielskich w północnej części kraju. Układ przestrzenny zamku edwardiańskiego jest niemalże ściśle podporządkowany ukształtowaniu terenu. Stąd też zamek ma kształt nieregularny, jego zarys przypomina kształt cyfry osiem. Zamek składa się z dwóch części, górnej – wschodniej i dolnej – zachodniej. Struktura ta mogła wynikać z funkcji poszczególnych obiektów znajdujących się w obrębie zamku, przy czym część z nich nie została ukończona. We wschodniej części zamku znajdowały się pomieszczenia dla króla. W całości niemal zachowały się masywne mury obwodowe z jedenastoma wielobocznymi w planie wieżami. Od wewnętrznej strony południowej ściany murów znajdują się przejścia i stanowiska dla obrońców zamku. Strukturę taką miały mieć również planowo mury od strony miasta. Mury i baszty wieńczą blanki.
Według historyka Allena Browna system obwarowań zamku Caernarfon jest "jednym z najgroźniejszych systemów obronnych w średniowieczu ze względu na stanowiska ogniowe". Większość wież ma cztery kondygnacje wraz z przyziemiem. Wieża Orla (ang. The Eagle Tower) przy północno-zachodnim narożu jest największa, na głównej ośmiobocznej wieży dodatkowo wznoszą się trzy wieżyczki. Nazwę zawdzięcza figurom orłów, które były umieszczone na zwieńczeniach wieżyczek Wewnątrz głównej części wieży znajdują się pomieszczenia mieszkalne, prawdopodobnie miał w nich rezydować Otton de Grandson, główny namiestnik Walii, podległy tylko królowi angielskiemu. W kondygnacji przyziemnej mieści się brama wejściowa, dostępna po przepłynięciu rzeki Seiont. Sąsiadująca z Wieżą Orlą baszta mieściła wewnątrz studnię, przez co jest nazywaną Wieżą Studzienną.
W kontekście budownictwa zamkowego doby Edwarda I zamek Caernarfon wyróżnia się specyficznym położeniem, licznymi poligonalnymi wieżami i przede wszystkim barwą murów, będącą efektem zastosowania kamieni o różnej kolorystyce. Historyk Arnold Taylor przypuszcza, że jest to ideowe nawiązanie do murów Konstantynopola. Świadome nawiązanie do potęgi cesarstwa bizantyjskiego miało poświadczać potęgę i autorytet fundatora zamku. Na kształt zamku mogło też wpłynąć owiane legendą marzenie cesarza rzymskiego Magnusa Maksymusa, który miał widzieć zamek "najpiękniejszy, jakiego człowiek jeszcze nie widział", w górzystym kraju, w mieście u ujścia rzeki, naprzeciwko którego leży wyspa.
Król Edward interpretował tę wizję jako miasto Segontium, które było rzeczywistym ośrodkiem władzy cesarza Maksymusa, stąd Caernarfon miało być świadomą repliką cesarskiego castrum, a tego typu historyzm był znany w średniowiecznej sztuce dworskiej. Historyk Abigail Wheatley sugeruje, że zamek Caernarfon jest świadectwem autorytetu angielskiego monarchy, przy czym, prócz nawiązań do rzymskich dziejów Brytanii, król Edward wzorował się na królu Arturze, aby podkreślić słuszność i niepodważalność władzy i autorytetu króla.

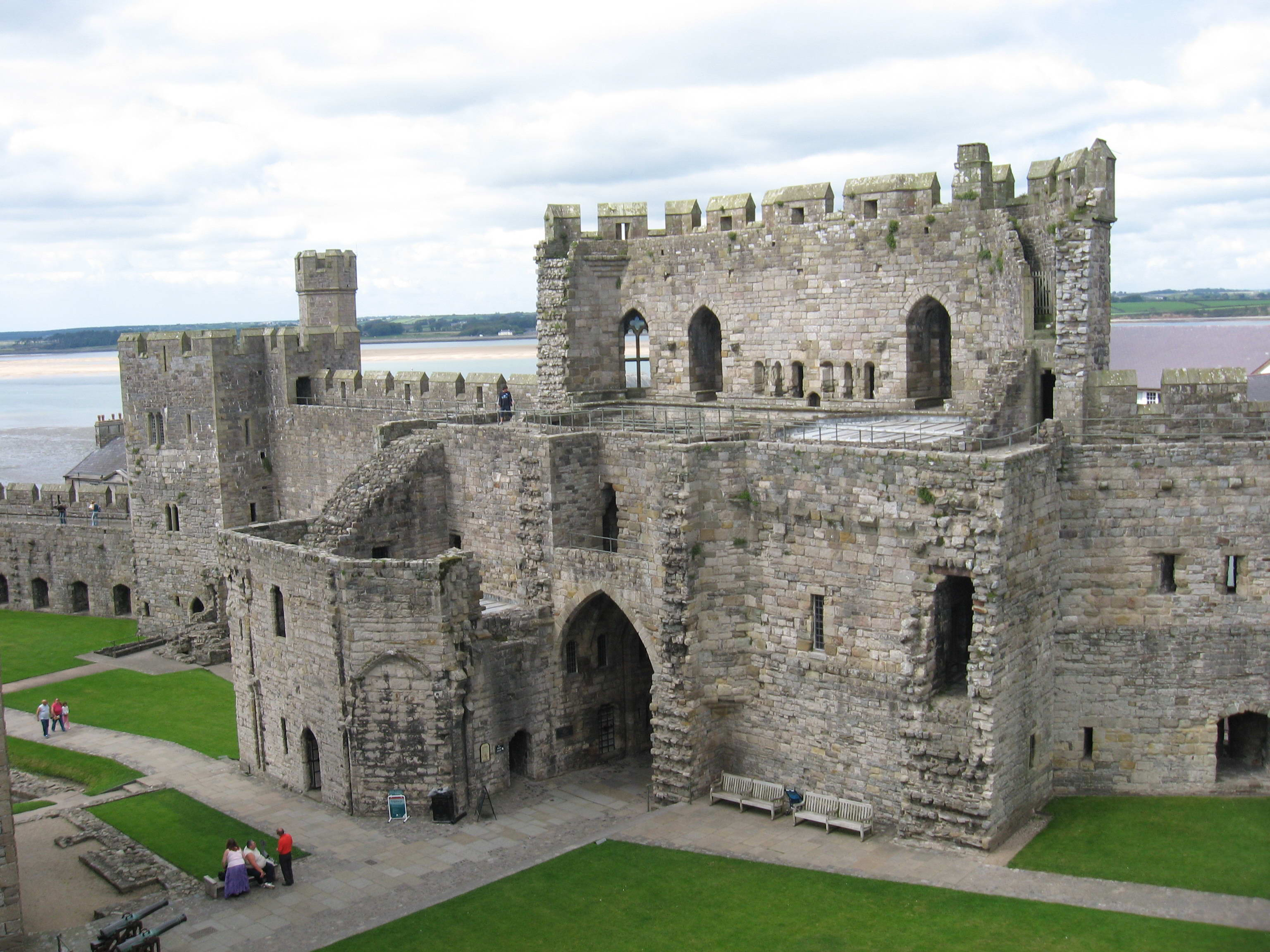
Brama Królów widziana od strony dziedzińca

Do zamku prowadzą dwa wejścia, jedna od strony miasta (Brama Króla) i druga prowadząca bezpośrednio do zamku z pominięciem wejścia do miasta (Brama Królowej). Oba wejścia są flankowane parą wież, co było typowe w dobie edwardiańskiej. W celu dojścia do zamku przez Bramę Króla należało przejść mosty zwodzone na dwóch fosach, przekroczyć pięć wejść z sześcioma bronami oraz uzyskać zgodę wartowników, którzy mieli swoje stanowisko w jednej z wież bramnych. Militarny charakter bramy podkreślają liczne ambrazury – niewielkie, podłużne otwory strzelnicze; dodatkowo pomieszczenie usytuowane w obrębie bramy ma charakter mordowni, w której sklepienia mają otwory umożliwiające ewentualny atak ogniowy na skumulowanego w ciasnym pomieszczeniu wroga. Na zewnątrz bramy, w niszy, umieszczona jest figura króla Edwarda II. Według Arnolda Taylora system obronny wejścia głównego do zamku w Caernarfon należy do kluczowych osiągnięć sztuki militarnej w średniowieczu.
Brama Królowej odgrywała rolę zastępczą, ze względu na wysokie jej położenie. Obok znajdował się starszy zamek w typie motte, stąd też podczas budowy nowej warowni tę część zintegrowano z wysokością wzniesienia.
Dostrzegalny jest silny kontrast pomiędzy architekturą zamku na zewnątrz i zabudowań wewnątrz. O ile stan zachowania murów i baszt jest niemal nienaruszony, większość zabudowań w obrębie dziedzińca zachowała się szczątkowo. W większości są to wyłącznie fragmenty fundamentów lub przyziemi, które umożliwiają odtworzenie pierwotnej koncepcji przestrzennej. Wschodnia część (zamek wysoki) mieściła zabudowania przeznaczone dla władcy i jego dworu, zachodnia (zamek niski) mieściła pomieszczenia służbowe, w tym kuchnie, magazyny i inne, stąd też obecny stan pomieszczeń tłumaczy się wątłością konstrukcji - pomieszczenia służbowe nie wymagały dodatkowego ufortyfikowania.   
Zgoła inną architekturę miała dawna Wielka Sala, której długość wynosiła 30,5 m (100 stóp), położona w południowej części zamku niskiego. Służyła ona jako miejsce obrad, przyjmowania gości etc. Do dziś zachowały się jedynie fundamenty. W obrębie całej powierzchni w razie niebezpieczeństwa zamek mógł pomieścić kilka tysięcy ludzi.

## Galeria

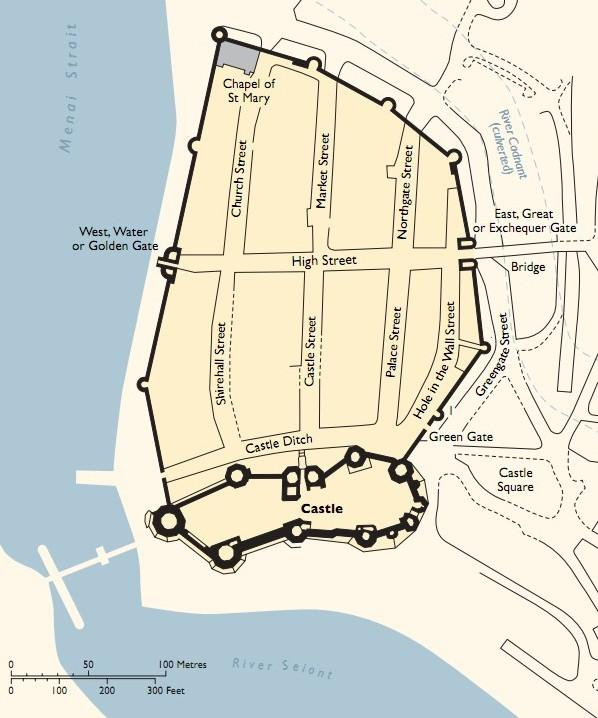
Plan obwarowań miejskich (u dołu zamek)
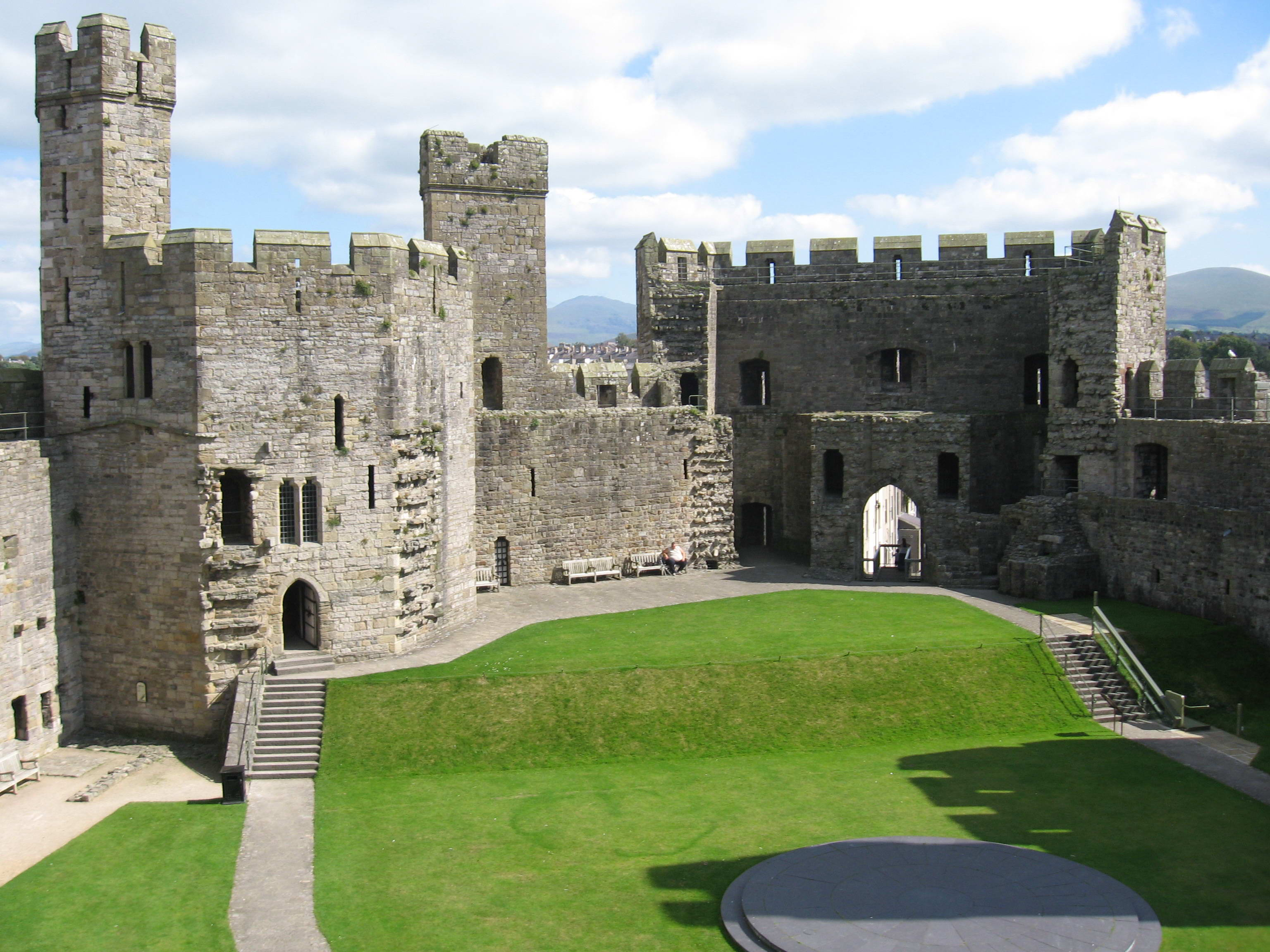
Widok na dziedziniec zamkowy – po prawej Brama Królowej
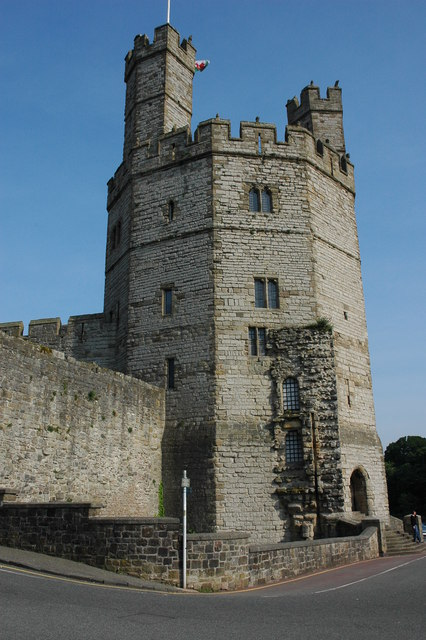
Wieża Orla
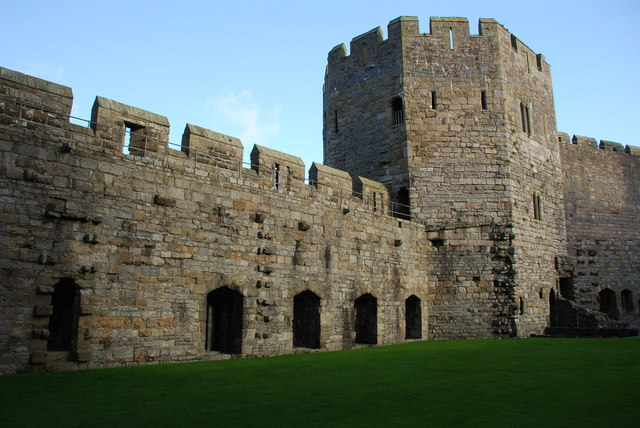
Wieża Studzienna